# つるのおと
『つるのおと』は、2009年9月16日にポニーキャニオンから発売されたつるの剛士の2枚目のカバーアルバムである。アルバムタイトルには前作と同じく、つるのの子供（次女）の名前もかけている。

## 概要
前作『つるのうた』に入りきらなかった曲を中心に収録されている。本作は、歌だけでなく音（演奏）にもこだわっている。
『つるのうた』が発売された際、タイトルが長女の名前なので次は次女の『つるのおと』を発売したい、と言っている。さらに、『つるのおと』の次は長男の名前のオリジナルアルバムを出したいと言っていたが、名前とは関係がないオリジナルシングル「夏のわすれもの feat.東京スカパラダイスオーケストラ/Love Letter」を2010年6月9日に発売、2011年5月18日に長男の名前のライブDVD『つるのえいと』が発売された。
2009年10月から11月にかけて行われた「ひとのうただけどつるのうたツアー」では、『つるのうた』と『つるのおと』を中心にライヴを行った（DVDタイトルは、ツアー中に生まれた三女の名前から『つるのいろ』になっている）。
第51回日本レコード大賞の企画賞に『つるのうた』と共に受賞した。

### CDタイプ
- CD＋DVD (PCCA-3003) 3500円
- CD (PCCA-3004) 2940円

## 収録曲

### CD
1. 未来予想図II / DREAMS COME TRUE (1989年)
  - 作詞・作曲:吉田美和、編曲:上杉洋史
  - 『お笑い芸人歌がうまい王座決定戦スペシャル』で披露している。
  - 「レコチョク」CMソング。
2. ラヴ・イズ・オーヴァー / 欧陽菲菲 (1979年)
  - 作詞・作曲:伊藤薫、編曲:上杉洋史
  - 『お笑い芸人歌がうまい王座決定戦スペシャル』で披露している。
3. HOWEVER / GLAY (1997年)
  - 作詞・作曲:TAKURO、編曲:鈴木Daichi秀行
  - 『お笑い芸人歌がうまい王座決定戦スペシャル』で披露している。
4. レイニーブルー / 徳永英明 (1986年)
  - 作詞:大木誠、作曲:徳永英明、編曲:REO
5. 君となら / TUBE (1992年)
  - 作詞:前田亘輝、作曲:春畑道哉、編曲:牧戸太郎
6. 愛をくれよ / 福山憲三 (1994年)
  - 作詞:工藤哲雄、作曲:都志見隆、編曲:REO
  - つるのが初めて出演した (エキストラ) ドラマ『青春の影』の主題歌。福山とは誕生日が同じ。
7. さよならの向う側 / 山口百恵 (1980年)
  - 作詞:阿木燿子、作曲:宇崎竜童、編曲:井出泰彰
  - 『お笑い芸人歌がうまい王座決定戦スペシャル』で披露している。
8. ビューティフル・ネーム / ゴダイゴ (1979年)
  - 作詞:奈良橋陽子 & 伊藤アキラ、作曲:タケカワ・ユキヒデ、編曲:笹本安詞
9. 君だけを守りたい / 中島文明 (1997年)
  - 作詞・作曲:高見沢俊彦、編曲:岩室晶子、斎藤文護
  - つるのが主演した『ウルトラマンダイナ』の前期エンディングテーマ。
  - 前作『つるのうた』と同様サザエオールスターズで同じメンバーの元LUNA SEAの真矢がドラムを担当している。
10. 翳りゆく部屋 / 荒井由実 (1976年)
  - 作詞・作曲:荒井由実、編曲:tasuku
11. 夢 / ウルフルズ (1999年)
  - 作詞・作曲:トータス松本、編曲:鈴木Daichi秀行
12. 笑顔のまんま (Live version) / BEGIN with アホナスターズ (2009年)  
  - 歌:つるの剛士 with BEGIN、作詞：明石家さんま・BEGIN、作曲・編曲：BEGIN
  - つるのが司会している番組『芸能人こだわり王講座 イケタク』のエンディングテーマ。
  - CD発売前に『芸能人こだわり王講座 イケタク』内でBEGINと共に歌っている。

### DVD
1. 未来予想図II (Music Video)
2. 笑顔のまんま つるの剛士 with BEGIN (Live version Music Video)
3. ビューティフル・ネーム (Document Music Video)

特典映像
1. さよならの向う側 -au Exclusive Live リニューアルイベント@billboard Live TOKYO-